# Сале Денгел
Сале-Денгел — негус Ефіопії з перервами від 1832 до 1855 року наприкінці Доби князів. Був сином Гебре Месая, нащадка молодшого сина імператора Фасілідеса.

## Правління
Фактично був номінальним правителем, а реальна влада зосереджувалась у руках раса Алі II, члена родини оромо. Імператор ледве мав прибуток жителя столиці з середніми статками.
Коли рас Алі посадив на царство Сале Денгела, духовенство не схвалило його кандидатуру через його релігійні переконання, тому Алі прибрав і його. На престол повернувся Гебре Крестос, однак він помер за три місяці, й Сале Денгел знову став імператором. Приблизно у той же час свої претензії на трон заявив Егвала Анбеса, через що Сале Денгел стратив його.
Хоча Сале Денгел і не мав реальної влади, він листувався з офіційними особами за межами Ефіопії, використовуючи свій титул і печатку.